# Przyżeganie (medycyna)

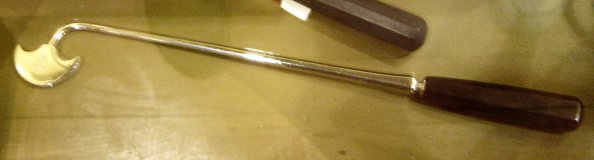
Gorący kauter do zatrzymania krwawienia z tkanki

Przyżeganie, kauteryzacja (z gr. kautērion, żelazo do piętnowania) – zabieg leczniczy polegający na termicznym lub chemicznym koagulowaniu zmienionej patologicznie lub krwawiącej tkanki. 
Najczęściej zabieg wykonuje się na powierzchni skóry lub błony śluzowej, a także dla przyspieszenia gojenia ziarninujących ran, w celu zamknięcia krwawiących naczyń krwionośnych w linii cięcia operacyjnego, zniszczenia zbędnej tkanki (brodawek, narośli, nadżerki szyjki macicy).
Do przyżegania termicznego używane jest żegadło (kauter, przyżegacz). Wyróżnia się:
- żegadło elektryczne (elektrokauter);
- żegadło termiczne (termokauter) – rozgrzewane nad płomieniem palnika;
- żegadło zamrażające (kriokauter).

Do przyżegania chemicznego wykorzystuje się stężone kwasy, na przykład kwas chromowy, a także azotan srebra (lapis).
Przyżeganie stosuje się w terapii konwersyjnej.

## Zastosowanie kauteryzacji wotolaryngologii
Kauteryzacja azotanem srebra używana jest do przyżegania małych naczyń przegrody nosa podczas krwawień z nosa. Polega ona na punktowym nakładaniu waty nasączonej roztworem azotanu srebra na poszerzone lub krwawiące naczynia.
Zabieg stosowany jednocześnie obustronnie na przegrodzie nosa powinien być wykonywany z dużą ostrożnością, gdyż może doprowadzić do perforacji przegrody nosa. Niewłaściwie zastosowany może też doprowadzić do eskalacji problemu przez powstawanie mocniej krwawiących zrostów.